# Dobiesław Walknowski
Dobiesław Walknowski, właśc. Dobiesław Bartłomiej Wierusz-Walknowski (ur. 28 kwietnia 1930, zm. 11 lutego 2020 w Krakowie) – polski grafik, projektant form przemysłowych, etnograf, podróżnik i działacz społeczny.

## Życiorys
Był projektantem form przemysłowych. Uczestniczył w ekspedycjach paleontologicznych Polskiej Akademii Nauk do Mongolii w latach: 1963, 1964, 1965. Jako kierowca brał udział w ekspedycji Klubu Wysokogórskiego w góry Hindukusz w 1966. W 1967 kierował polsko-węgierską wyprawą badawczą – bezludne obszary Afryki. W 1970 jako kierownik stanął na czele zorganizowanej przez „Polmot” podróży akwizycyjno-doświadczalnej – kraje Bliskiego Wschodu oraz Środkowej i Południowej Azji.Brał także udział w zorganizowanej przez Fabrykę Samochodów Ciężarowych w Starachowicach – wyprawie Trans Asia Expedition. Relacje z podróży publikował w tygodniku Przekrój.
W okresie PRL przeciwko Dobiesławowi Walknowskiemu prowadzona była sprawa obserwacji operacyjnej w sprawie kontroli operacyjnej dotyczącej wyjaśnienia charakteru kontaktów z cudzoziemcami w związku z częstymi wyjazdami służbowymi za granicę (sygnatura IPN Kr 010/6598).
W latach 90. XX wieku organizował pomoc humanitarną dla Kurdów prześladowanych przez irackie władze po powstaniu z 1991. Był twórcą i prezesem fundacji Program Dominik. Znany był jako popularyzator samochodu Star, którym odbył większość swoich podróży. W 2019 pojawiła się propozycja nazwania jednego ze starachowickich skwerów imieniem Dobiesława Walknowskiego.
Zmarł 11 lutego 2020. Został pochowany na cmentarzu parafialny Borek Fałęcki w Krakowie.